# Lissonota irrasa
Lissonota irrasa là một loài tò vò trong họ Ichneumonidae.